# Fujiwara Seika

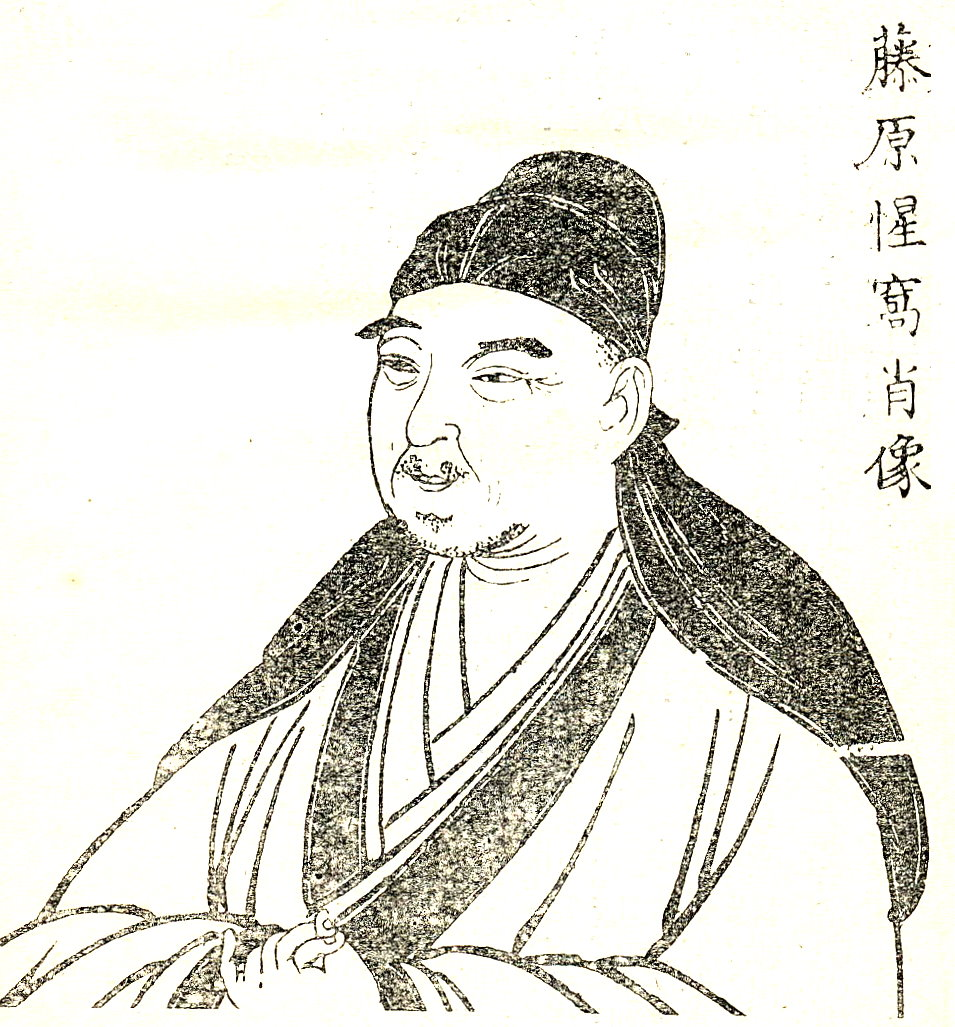
Fujiwara Seika (aus: 先哲像伝)

Fujiwara Seika (jap. 藤原 惺窩; * 1561 im Dorf Hosokawa (細川) in der Provinz Harima (heute: Miki, Präfektur Hyōgo); † 1619) hatte als Philosoph der späten Momoyama- und frühen Edo-Ära entscheidenden Einfluss in der Entwicklung des Neokonfuzianismus japanischer Prägung.

## Lebensweg
Fujiwara Seika, mit Geburtsnamen Susumu, war in der 13. Generation ein Nachfahr des Fujiwara no Teika. Sein Vater und ein Bruder fielen beide 1578 im Dienst von Bessho Nagahara.
Mit sieben oder acht Jahren wurde er in die Obhut des Keiun-ji (Provinz Harima) gegeben. Später studierte er die buddhistische Doktrin im Shōkoku-ji (相国寺) in Kioto. Um 1588 entschloss er sich nach China zu reisen, um dort einen Lehrmeister zu finden. Da diese Reise heimlich geschehen musste, war er gezwungen in Yamagawa (Satsuma) einige Zeit auf eine Gelegenheit zur Überfahrt zu warten.
Während dieser Wartezeit entdeckte er einen kompletten Satz der Werke der chinesischen konfuzianischen Philosophen der Song-Dynastie, Cheng Hao (1032–1085; jap. Teikō) und Zhu Xi (1130–1200). Diese Bücher machten einen so starken Eindruck auf ihn, dass er seinen Plan, nach China zu reisen, aufgab und 1590 die Robe ablegte. Besonders widerstrebte ihm das Monopol, dass die Zen-Buddhisten zu dieser Zeit auf die Verbreitung philosophischer Lehren hatten.
In der Folge etablierte er sich als Begründer einer eigenen neo-konfuzianischen Lehrrichtung, der Teishu gaku ha. Er versuchte shintoistische mit konfuzianischen, aber auch buddhistischen Elementen harmonisch zu verbinden. Seine Vorträge wurden von Toyotomi Hideyoshi besucht, der nach 1591 zu seinem wichtigsten Förderer wurde. 1593–94 hielt er sich in Edo auf, wo seine Lehren auch Tokugawa Ieyasu beeindruckten und es wurde ihm angeboten, in dessen Dienste zu treten. Seika lehnte dieses Angebot ebenso wie ein gleiches Toyotomis ab und errichtete stattdessen eine private Schule in einem Dorf nahe Kioto. Für seine Schriften verwendete er das Pseudonym Rembu (斂夫).
Seine bekanntesten Schüler, die später seine Lehre zur herrschenden Staatsdoktrin der frühen Tokugawa-Zeit ausformten, waren Hayashi Razan, Hori Kyōan und Ishikawa Jōzan.